# Malkhed
Malkhed – wioska w południowej części stanu Karnataka. Jest położona w dystrykcie Gulbarga w Indiach.

## Demografia
Jak podaje spis statystyczny, w 2001 roku populacja Malkhed wynosiła 11180, z czego było 5679 mężczyzn i 5501 kobiet